# Dolichopoda noctivaga
Dolichopoda noctivaga är en insektsart som beskrevs av Di Russo och Rampini 2007. Dolichopoda noctivaga ingår i släktet Dolichopoda och familjen grottvårtbitare. Inga underarter finns listade i Catalogue of Life.